# 中国棘缘吸虫
中国棘缘吸虫（学名：Echinoparyphium chinensis）为棘口科棘缘属的动物。在中国大陆，分布于北京等地，营寄生生活，宿主为北京鸭，寄生于大肠以及小肠和盲肠。该物种的模式产地在北京。